# Rostkindad krombek
Rostkindad krombek (Sylvietta whytii) är en fågel i familjen afrikanska sångare inom ordningen tättingar.

## Utseende och läten
Rostkindad krombek är en mycket liten (9 cm) tätting med grå ovansida och rostfärgad undersida, likt övriga krombekar med stubbad stjärt. Den skiljer sig från långnäbbad krombek och nordkrombek genom rent rostfärgad ansikte utan vare sig ljusare ögonbrynsstreck eller mörkare ögonstreck. Ungfågeln är brungrå ovan. Lätet är ett drillande och upprepat "wit-wit-wit-wit..." eller ett tunt "si-si-si-see".

## Utbredning och systematik
Rostkindad krombek delas in i fyra underarter med följande utbredning:
- Sylvietta whytii loringi – Sudan och Etiopien till norra Uganda, västra Kenya och nordöstra Tanzania
- Sylvietta whytii jacksoni – södra och östra Uganda till sydvästra Kenya, västra Tanzania och norra Malawi
- Sylvietta whytii minima – kustnära östra Kenya och Tanzania
- Sylvietta whytii whytii – utmed kusten från Tanzania till Moçambique, Zimbabwe och södra Malawi

Vissa urskiljer även underarten nemorivaga beskriven från nordvästra Zimbabwe.

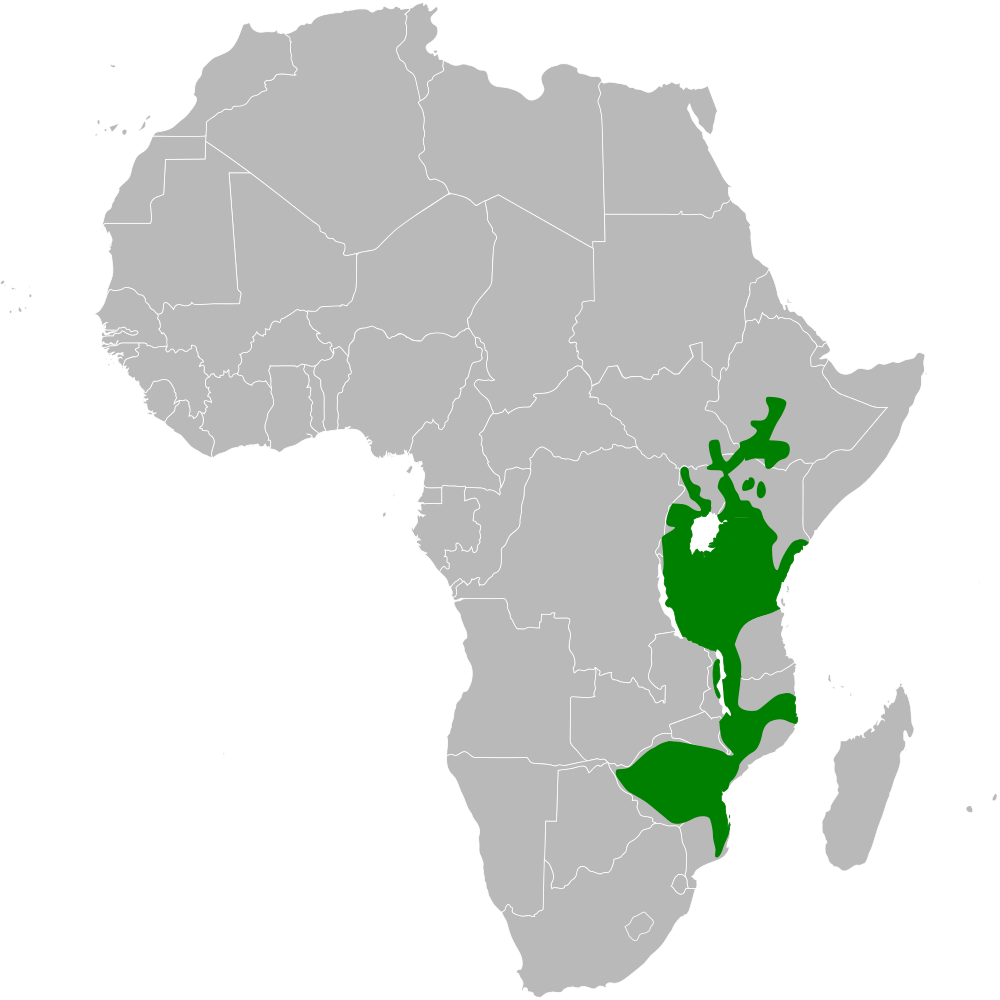
Utbredningsområdet för rostkindad krombek.

### Familjetillhörighet
Tidigare placerades krombekarna i den stora familjen Sylviidae, men DNA-studier har avslöjat att denna är parafyletisk gentemot andra fågelfamiljer som lärkor, svalor och bulbyler. Sylviidae har därför delats upp i ett antal mindre familjer, däribland den nyskapade familjen afrikanska sångare där krombekarna ingår, men även långnäbbarna i Macrosphenus samt de udda sångarna damarasångare, mustaschsångare, fynbossångare och stråsångare.

## Levnadssätt
Rostkindad krombek hittas i skogslandskap av miombotyp och flodnära skogar. Den födosöker mestadels i trädkronorna, men kommer ner till lägre nivåer i de områden när långnäbbad krombek inte förekommer. Födan består av insekter, bland annat fjärilslarver, men även spindlar och små maskar. Fågeln häckar strax före eller i inledningen av regnperioden i Östafrika, i söder mellan augusti och december.

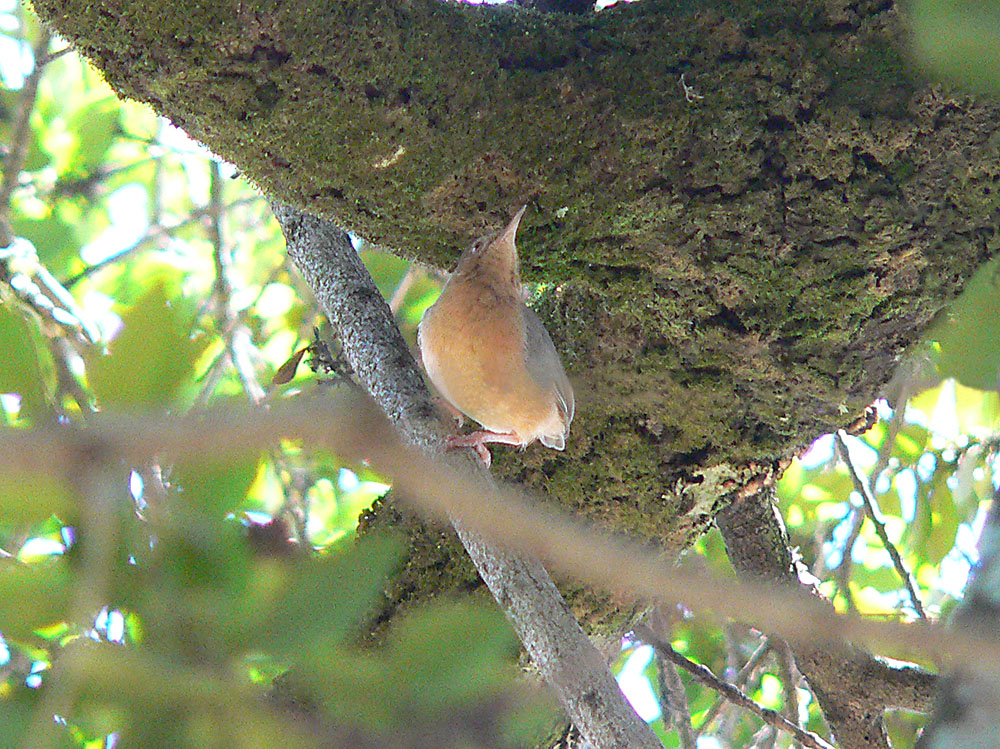

## Status och hot
Arten har ett stort utbredningsområde och en stor population, men tros minska i antal till följd av skogsröjning till förmån för jordbruksmark. Den minskar dock inte tillräckligt kraftigt för att den ska betraktas som hotad. Internationella naturvårdsunionen IUCN kategoriserar därför arten som livskraftig (LC). Världspopulationen har inte uppskattats men den beskrivs som lokalt vanlig.

## Namn
Fågelns vetenskapliga artnamn hedrar Alexander Whyte (1834-1905), naturforskare anställd av brittiska staten i Nyasaland 1891-1897. På svenska har den även kallats rödmaskad krombek.